# Svicky (album)
Svicky šesti je studijski album hrvatskog skladatelja, tekstopisca i glazbenika Dina Dvornika, koji izlazi 2002. g.
Objavljuje ga diskografska kuća Orfej, sadrži deset skladbi, a njihov producent je Davorin Ilić.
Ime albuma je igra riječi: izričaj u mjesnom splitskom govoru napisan je engleskim pravopisom "svitski" -> svjetski, tj. svjetski čovjek.
Materijal na albumu, zamišljen je više kao pop ostvarenje, gdje Dino prvi puta koristi računalo za stvaranje glazbe. Nastao je u studiju Davorina Iliča u roku od osam mjeseci. Album je predstavljen u zagrebačkoj diskoteci Saloon. Napustivši Croatiu Records zbog nesuglasica potpisuje za Orfej, a na samoj promociji izjavio je: “Zadovoljan sam ovim albumom i mislim da sam ostao dosljedan sebi. Želio bih se zahvaliti diskografskoj kući Orfej koja me dok sam radio na realizaciji albuma nije pitala je li se drogiram“. 
Na albumu uz mnoge druge sudjeluju i Davorin Ilić, Sandra Sagena, Ante Pecotić i Robert Čaleta. Album donosi nekoliko uspješnica, "Ritam moj", "Mala je avion", "Ljubav osjećam" i "Ne znam kome pripadam". 
Dino Dvornik snimio je videospotove za skladbe "Mala je avion" i "Ne znam kome pripadam".
Dino Dvornik 2002. na Splitskom festivalu za skladbu "Telefon" osvaja 1. nagradu žirija.

## Popis pjesama
1. "Ritam moj" - 3:54
  - Dino Dvornik – Dino Dvornik
2. "Mala je avion" - 3:34
  - Dino Dvornik – Dino Dvornik / D. Ilić
3. "Ljubav osjećam" - 3:39
  - Dino Dvornik – Dino Dvornik
4. "Telefon" - 3:43
  - Dino Dvornik – Dino Dvornik
5. "Probaj sve (feat. Nered)" - 4:38
  - Dino Dvornik – D. Ilić / Sandra Sagena
6. "Ne znam kome pripadam (feat. Vanda Winter)" - 4:06
  - Dino Dvornik – Dino Dvornik / Ante Pecotić
7. "Karamba" - 4:08
  - Dino Dvornik – Dino Dvornik / Robert Čaleta
8. "Ne okreći se sine" - 3:54
  - Dino Dvornik – Dino Dvornik
9. "Život moj" - 4:05
  - Dino Dvornik – Dino Dvornik
10. "Sve što imam to si ti" - 4:18
  - Dino Dvornik – Dino Dvornik

## Izvođači i produkcija
- Producent - Davorin Ilić
- Glazba - Dino Dvornik
- Tekstovi - Dino Dvornik, Davorin Ilić, Sandra Sagena, Ante Pecotić, Robert Čaleta
- Snimljeno u studiju - Mixo Production, Zagreb
- Proizvodnja - Croatia Records

## Vanjske poveznice
- discogs.com - Dino Dvornik - Svicky